# Engaru
Engaru (japanska: 遠軽町?, Engaru-chō) är en landskommun (köping) i Hokkaido prefektur i Japan. 
Kommunen utvidgades 2005 genom inkorporering av kommunerna Ikutahara, Maruseppu och Shirataki.